# Digama pandaensis
Digama pandaensis är en fjärilsart som beskrevs av Jean Romieux 1935. Digama pandaensis ingår i släktet Digama och familjen björnspinnare. Inga underarter finns listade i Catalogue of Life.